# Metropolie Pisidie
Metropolie Pisidie je jedna z metropolií Konstantinopolského patriarchátu, nacházející se na území Turecka.

## Historie
Doba založení eparchie není známa ale již v 1. století zde kázali apoštolové Pavel a Barnabáš.
Během byzantské doby bylo město Antiochie Pisidská centrem metropolie. V 7. století měla tyto sufragánní eparchie: Adada, Adrianopolis, Apamea Cibotus, Baris, Zarzela, Laodicea combusta, Limnæ, Metropolis, Neapolis, Pappa, Sagalassus, Seleucia ferrea, Sozopolis, Tymandus, Tymbrias, Tyriæum, Philomelium a Justinianopolis.
Roku 1575 v souvislosti zrušení eparchií Myra, Side a Perge se území stalo součástí metropolie Pisidie a do roku 1923 byl metropolita titulován jako Hypertimos a exarcha Lýkie, Side, Myry, Antalye a Antiochie Minor.
Roku 1924 v souvislosti s výměnou obyvatelstva mezi Řeckem a Tureckem došlo k faktickému zrušení metropolie a stala se metropolií titulární. Dne 18. března 1924 bylo území svěřeno metropolii Sardy a metropolité získali titul metropolita Sardy a Pisidie. Od 9. listopadu 1943 se Metropolie znovu osamostatnila a do roku 1974 zůstala neobsazená.
Dne 15. července 2018 byla v chrámu apoštola Pavla a Alipije Stylity v Antalyi slavnostně otevřena obnovená metropolie.
Současný titul metropolitů je; Metropolita Pisidie, hypertimos a exarcha Antalye a Side.